# Bartolomé San Martín y Uribe
Bartolomé de San Martín (a veces Sanmartín) y Uribe (a veces Orive) (Jaén, 24 de agosto de 1670 - ibidem, 1740 o 1745). Fue un religioso español que ocupó el cargo de obispo de Palencia.

## Vida
Fue canónigo penitenciario de la catedral de Jaén, predicador de Su Majestad, calificador y comisario del Santo Oficio de la Inquisición. Fue colegial del Colegio Mayor de San Bartolomé en Salamanca. Fue enterrado en la desaparecida iglesia de San Pedro de Jaén, en la que se enterraban los miembros de la familia San Martín.